# Piet de Jong
Piet de Jong, all'anagrafe Petrus Jozef Sietze de Jong (Apeldoorn, 3 aprile 1915 – L'Aia, 27 luglio 2016), è stato un politico olandese, Primo ministro dei Paesi Bassi dal 5 aprile 1967 al 6 luglio 1971.
Era membro del Partito Popolare Cattolico (Kvp), poi confluito nell'Appello Cristiano Democratico (Cda).
In un servizio del 2005 del programma televisivo Netwerk è stato nominato miglior premier del dopoguerra nei Paesi Bassi.
È deceduto all'età di 101 anni.